# 1071

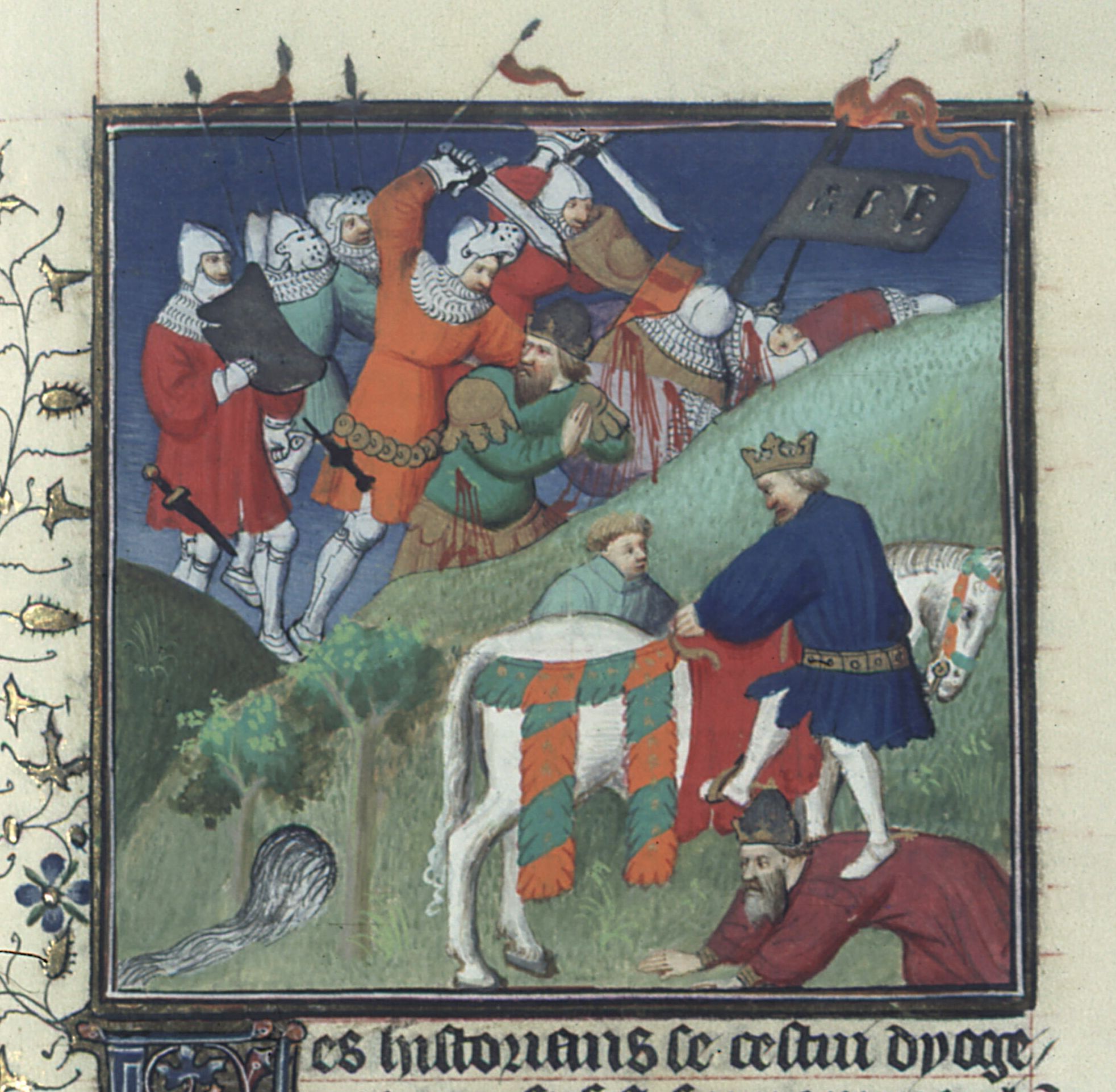
Slag bij Manzikert

Het jaar 1071 is het 71e jaar in de 11e eeuw volgens de christelijke jaartelling.

## Gebeurtenissen
februari
- 22 - Slag bij Kassel: Robrecht de Fries verslaat zijn neef Arnulf III en neemt het graafschap Vlaanderen van hem over.
  - Het graafschap Bergen, markgraafschap Valenciennes en het zuidelijke deel van de Brabantgouw worden samengevoegd tot het nieuwe graafschap Henegouwen met Arnulfs broer Boudewijn II als graaf, en Richildis als regentes.

augustus
- 26 - Slag bij Manzikert: De Seltsjoeken onder leiding van Alp Arslan verslaan de Byzantijnen onder Romanos IV Diogenes.
  - Romanos IV wordt gevangengenomen, maar later tegen een losgeld vrijgelaten.
  - Michaël Doukas verklaart dat Romanos is afgezet. Romanos treedt vrijwillig terug in ruil voor een vrije aftocht, maar hem worden dan alsnog de ogen uitgestoken.
  - De Seltsjoeken veroveren steden als Antiochië en Edessa. Begin van de Seltsjoekse verovering van Anatolië.
  - Alp Arslan neemt twee dochters van Romanos als bruid voor twee van zijn zonen.

december
- 25 - Filips I wordt in Laon gekroond tot koning van Frankrijk.

zonder datum
- De Seltsjoeken veroveren Jeruzalem op de Fatimiden.
- De Normandiërs onder Robert Guiscard veroveren Bari, de laatste Byzantijnse bezitting in Italië.
- Otto van Northeim en Magnus van Saksen, die in opstand waren gekomen tegen Hendrik IV, moeten zich overgeven. Hun titels worden hun ontnomen en ze worden gevangengezet.
- Philaretos Brachamios laat zich tot (tegen)keizer van het Byzantijnse Rijk uitroepen.
- De Lingguangtempel in Beijing wordt gebouwd.
- De kerk San Giovanni dei Lebbrosi in Palermo wordt gebouwd.
- Godfried III van Lotharingen trouwt met Mathilde van Toscane.
- Welf IV van Beieren trouwt met Judith van Vlaanderen.
- Voor het eerst genoemd: Appenzell, Leutewitz

## Opvolging
- Byzantium - Romanos IV Diogenes opgevolgd door Michaël VII Doukas
- Galicië - García I opgevolgd door zijn broer Sancho II van Castilië
- Henegouwen - Arnulf III van Vlaanderen opgevolgd door zijn broer Boudewijn II met diens moeder Richildis als regentes
- Venetië - Domenico I Contarini opgevolgd door Domenico Selvo
- Vlaanderen - Arnulf III opgevolgd door zijn oom Robrecht de Fries

## Afbeeldingen

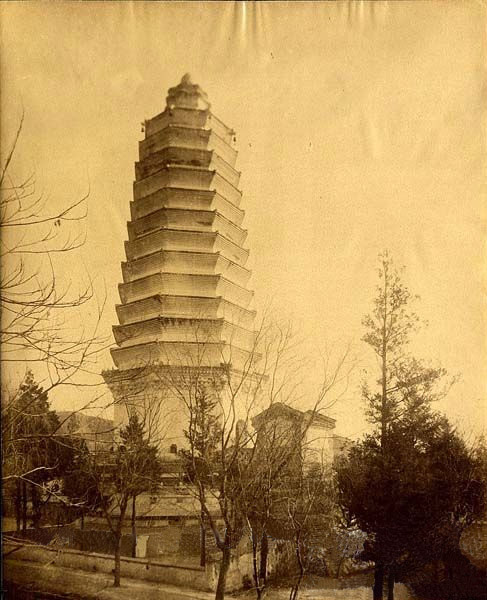
Lingguangtempel
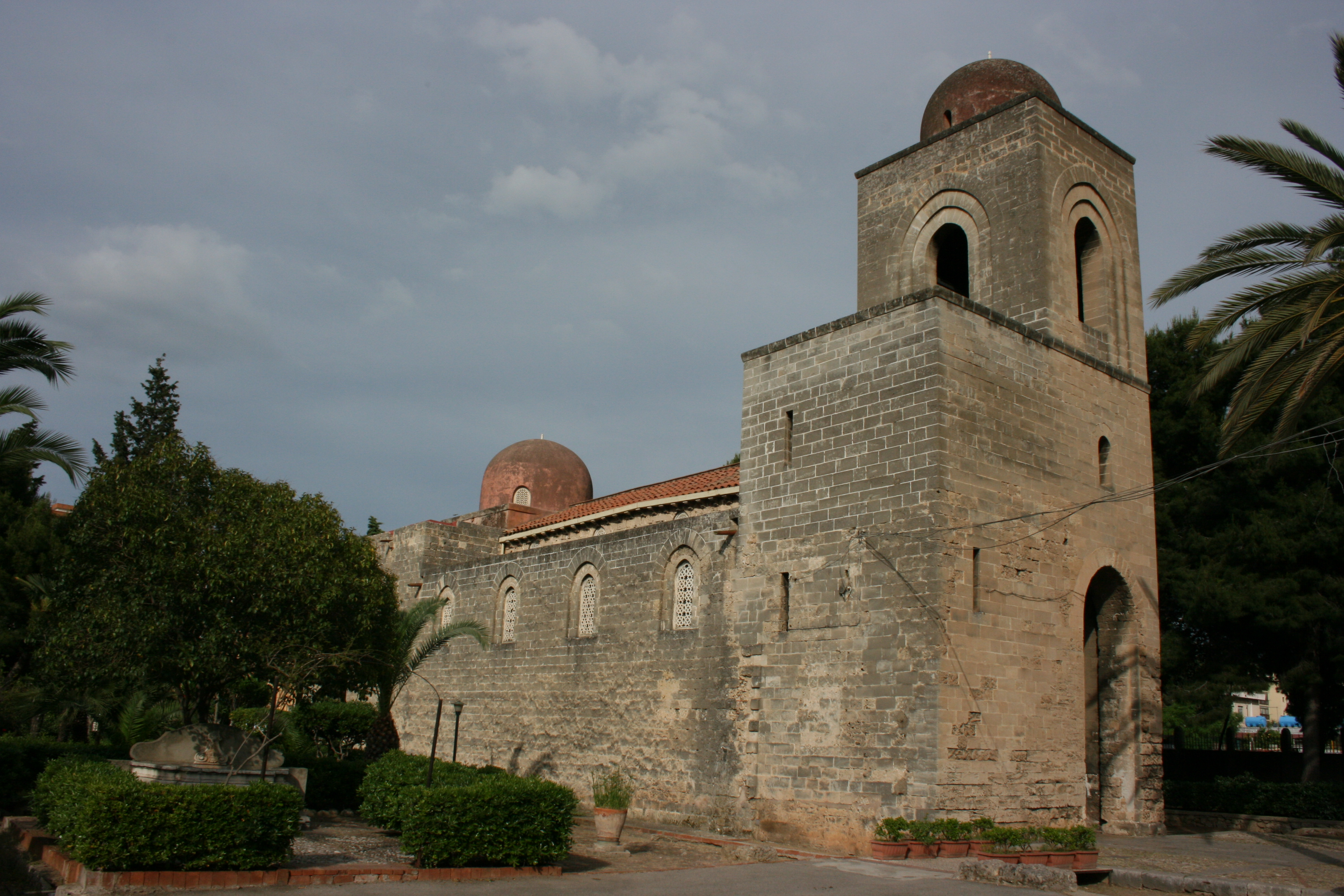
San Giovanni dei Lebbrosi
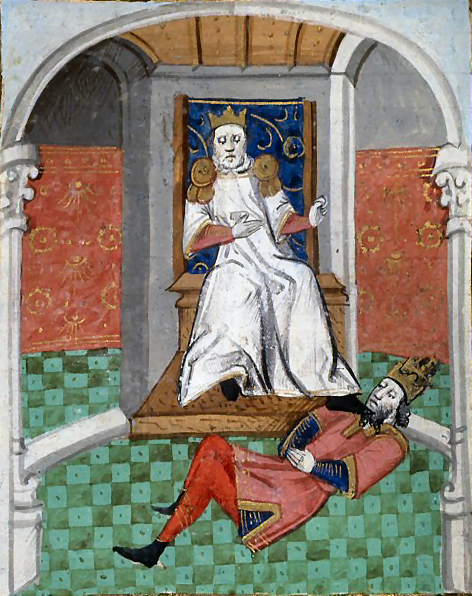
Alp Arslan vernedert de gevangen Romanos IV

## Geboren
- 22 oktober - Willem IX, hertog van Aquitanië (1086-1126) en dichter
- Eupraxia van Kiev, echtgenote van keizer Hendrik IV (jaartal bij benadering)

## Overleden
- 26 januari - Adelheid van Eilenburg, echtgenote van Ernst de Strijdbare van Oostenrijk
- 22 februari - Arnulf III (~15), graaf van Vlaanderen en Henegouwen (1070-1071)
- Isabella van Urgel, echtgenote van Sancho I van Aragón
- Ibn Zaydun (~68), Andalusisch dichter